# Hydrologie
Die Hydrologie (von griechisch ὕδωρ hydōr, deutsch ‚Wasser‘ und -logie) ist die Wissenschaft, die sich mit dem Wasser in der Biosphäre der Erde befasst. Dabei betrachtet sie das Wasser sowohl hinsichtlich seiner Erscheinungsformen, Zirkulationen und Verteilungen in Raum und Zeit wie auch bezüglich seiner physikalischen, chemischen und biologischen Eigenschaften sowie seiner Interaktionen mit der Umwelt, einschließlich der Beziehungen zu Lebewesen.

## Geschichte
Der Begriff Hydrologie war bis in die 1960er Jahre nicht klar definiert. Der Wissenschaftszweig wurde erst ernst genommen, als 1963 ein Impuls aus dem internationalen Bereich kam: Es war die Internationale Hydrologische Dekade (IHD) der UNESCO zwischen 1965 und 1974. Zum ersten Mal diskutierten nun Vertreter anderer Fachgebiete im Senat und Hauptausschuss der Deutschen Forschungsgemeinschaft (DFG), dass die Hydrologie im Vergleich zu anderen Ländern in Deutschland völlig rückständig war und eine Mitarbeit in internationalen Rahmen besonderer Förderung und Aufbauarbeit bedurfte.
In den späten 1970er Jahren hat der Geograph Reiner Keller den Studiengang Physische Geographie mit Vertiefung und Abschluss in Hydrologie an der Albert-Ludwigs-Universität Freiburg ins Leben gerufen. In jüngster Zeit ist eine Tendenz zu verzeichnen, auch sozio-ökonomische Aspekte rund um das Wasser in den Fachbereich einzubeziehen.
Am 23. September 2011 fand in Koblenz in der Bundesanstalt für Gewässerkunde die Gründungs- und erste Mitgliederversammlung der Deutschen Hydrologischen Gesellschaft (DHydroG) statt.

## Untergliederung und Einordnung in den Wissenschaftskanon
Die Gliederung unterscheidet zwischen Ozeanologie (Hydrologie der Meere), Gewässerkunde (Hydrologie des Festlands), Limnologie (Binnengewässerkunde), darin enthalten die Potamologie (Fließgewässerkunde), sowie Hydrometrie (hydrologisches Messwesen). Im Rahmen der Hydrographie wird die Verteilung und der Fluss des Wassers quantitativ vermessen.
Verwandte Fachgebiete sind vor allem die Hydrogeographie (räumliche Verteilung des Wassers sowie Wechselbeziehungen mit dessen Umgebung), die Hydrogeologie, die sich vorrangig mit dem unterirdischen Wasser und den geochemischen Wechselwirkungen mit Gesteinen befasst, die Wasserchemie, die Atmosphärenphysik, die Meteorologie, die Glaziologie als Wissenschaft, die sich der Entstehung, den Formen, der Wirkung und der Verbreitung des Eises auf der festen Erde annimmt, die Sedimentologie mit dem Spezialgebiet der Alluviologie (Geschiebekunde), die Pedologie und die Geologie als einer der Grunddisziplinen der Geowissenschaften, die Geographie sowie die Hydromorphologie.
Nach dem System für die Hydrologie von de Haar (1974) wird die Hydrologie in drei Grundfächer aufgeteilt:
1. Quantitative Hydrologie mit Hydrometeorologie, Hydrologie der Oberflächengewässer, Hydropedologie und Hydrogeologie
2. Qualitative Hydrologie mit Hydrophysik, Hydrochemie und Hydrobiologie
3. Hydrologische Spezialfächer mit den quantitativen Teilen Isopotenhydrologie, Hydrometrie, Ingenieurhydrologie, mathematischer Hydrologie und den qualitativen Teilen Agrarhydrologie, Forsthydrologie, Küstenhydrologie, Karsthydrologie und Hydrogeographie

## Aufgaben der Hydrologie
Die Hauptarbeitsgebiete der Hydrologie sind das Beobachten und Messen hydrologischer Veränderungen, die systematische Analyse der hydrologischen Prozesse als Grundlage für die Entwicklung und Erweiterung von Theorien und Verfahren sowie die Anwendung dieser Theorien und Verfahren zur Lösung unterschiedlicher Aufgaben in der Praxis. Vielfältige praktische Aufgaben der Hydrologie betreffen die Wasserwirtschaft, also das Management oberirdischer Gewässer (Flüsse, Seen, Talsperren) im Zusammenhang mit der Wasserversorgung, der Wasserkraftgewinnung, dem Hochwasserschutz und der öffentlichen Nutzung der Gewässer, etwa für Freizeitaktivitäten.